# انالاتیوو
انالاتیوو (به لاتین: Analativu) یک جزیره در سری‌لانکا است که در ناحیه جفنا واقع شده‌است.